# (4795) Kihara
(4795) Kihara (1989 CB1) – planetoida z pasa głównego asteroid okrążająca Słońce w ciągu 3,27 lat w średniej odległości 2,2 j.a. Odkryta 7 lutego 1989 roku.